# San Juanito de Escobedo
San Juanito de Escobedo là một đô thị thuộc bang Jalisco, México. Năm 2005, dân số của đô thị này là 8379 người.